# LKAB
LKAB eller Luossavaara-Kiirunavaara Aktiebolag er et minedriftsselskab ejet af den svenske stat, med hovedkontor i Luleå. Selskabet blev dannet i 1890 med brydning af jernmalm i Kiruna og Malmberget som det primære forrretningsområde. Den pulveriserede eller pellets-raffinerede jernmalm sendes på malmtog til havnene i Luleå og Narvik. Blandt andre leveres der jernmalm til SSAB's stålværk i Luleå.
LKAB har fem datterselskaber: Malmtrafik (MTAB/MTAS, jernbaneselskab), Minelco (industrimineraler), Wassara (vanddrevne boresystemer), Fastighets AB Malmfälten (FAB, ejendomsselskab) og AB Kiruna Grus- och Stenförädling (KGS).

## Historie
Den første kendte malmprøve fra Malmberget stammer fra 1660'erne. I 1696 omtales bjergene Kiirunavaara og Luossavaara for første gang. Nok vidste man, at der gemte sig store rigdomme i bjergene i Lappland, men vanskelighederne var mange. Dels skulle man have held til at bryde malmen og dels skulle den transporteres til nærmeste havn. I århundreder mislykkedes flere forsøg. Først i 1870'erne blev der opfundet en teknik, der viste sig at fungere; nu kunne man fremstille stål af den fosforrige malm, og den kommercielle malmbrydning kunne iværksættes. Tilbage var transportproblematikken, som blev løst i 1888, hvor Malmbanan åbnede for trafik. I 1890 blev LKAB dannet.
I begyndelsen var LKAB en privatejet virksomhed, hvilket førte til en heftig debat i Sveriges riksdag, om hvorvidt minerne skulle nationaliseres eller ej. Striden stod mellem konservative og liberale, hvor de konservative ønskede at virksomheden skulle nationaliseres for "rigets bedste". Denne holdning havde militærets støtte, da de var bekymrede over hvad der kunne ske, hvis udenlandske ejere lagde beslag på svenske naturressourcer. De liberale var hele tiden imod. Efter højrefløjens sejr ved valget i 1906 blev industrikoncernen Grängesbergsbolagets ejerskab af LKAB ophævet og LKAB statsliggjort.